# المتحف السعودي للفن المعاصر
المتحف السعودي للفن المعاصر هو متحف وطني سعودي للفن المعاصر، أُعلن عن تأسيسه عام 2019، ليكون مركزاً للهوية البصرية السعودية المعاصرة، ومنصة لعرض القطع الفنية المعاصرة، إلى جانب كونه حاضنة للأصوات التعبيرية الجديدة في المملكة. المتحف نتاج للتعاون بين هيئة تطوير بوابة الدرعية ووزارة الثقافة. يأتي إنشاؤه انطلاقاً من «رؤية 2030»، حيث الاهتمام بالمتاحف والتركيز عليها.

## التصميم
صُمم المتحف وفق مفهوم إبداعي حديث متأثر بالطراز المعماري المحلي التقليدي، للمحافظة على تاريخ الدرعية وتطويرها لتصبح من المواقع التاريخية الجاذبة على مستوى العالم، ويلعب الترويج للثقافة دوراً مهماً لتحقيق هذا الهدف.

## وصلات خارجية
- الموقع الرسمي لهيئة تطوير بوابة الدرعية